# Operació Flavius
L'Operació Flavius va ser una operació militar en què tres membres d'una cèl·lula de l'Exèrcit Republicà Irlandès Provisional (IRA) van ser assassinats a trets per membres del SAS britànic a Gibraltar, el 6 de març de 1988. Es creia que els tres —Seán Savage, Daniel McCann i Mairéad Farrell (membres de la Brigada de Belfast de l'IRA)— estaven preparant un cotxe bomba contra el personal militar britànic a Gibraltar. Els soldats uniformats del SAS es van apropar a ells al pati d'una benzinera, van obrir foc i els van matar. Els tres voluntaris de l'IRA estaven desarmats, i no es va descobrir cap bomba al cotxe de Savage, cosa que va provocar acusacions que el govern britànic havia conspirat per assassinar-los. Una investigació a Gibraltar va dictaminar que el SAS havia actuat de manera lícita, mentre que el Tribunal Europeu de Drets Humans va considerar posteriorment que l'operació havia violat el Conveni Europeu de Drets Humans.
Les morts van ser les primeres d'una cadena d'esdeveniments violents en un període de catorze dies. El 16 de març, el funeral dels tres membres de l'IRA va ser atacat per un lleialista amb una pistola i granades, causant tres morts. Després, al funeral d'un dels morts al funeal, l'IRA va assassinar dos soldats britànics encoberts que van entrar amb cotxe al seguici funebre.
Des de finals de 1987, les autoritats britàniques sabien que l'IRA planejava detonar una bomba en la cerimònia de canvi de guàrdia a l'exterior de la residència del governador a Gibraltar, territori britànic. Quan Savage, McCann i Farrell van viatjar a Espanya per preparar l'atac, van ser rastrejats a petició del govern britànic. El dia dels trets, es va veure a Savage aparcant un Renault blanc a l'aparcament utilitzat com a zona de reunió per a la desfilada; McCann i Farrell van ser vistos creuant la frontera poc després.
Després que un oficial artificier de desactivació d'explosius informés que el cotxe de Savage havia de ser tractat com un presumpte cotxe bomba, la policia va donar el control de l'operació al SAS. Mentre els soldats es posaven en posició per interceptar els tres membres de l'IRA, Savage es va separar de McCann i Farrell i va començar a córrer cap al sud. Dos soldats van perseguir Savage mentre dos es van apropar a McCann i Farrell; mentre ho feien, suposadament la parella feia moviments amenaçadors, com a resultat dels quals els soldats van obrir foc, disparant-los diverses vegades. Quan els soldats es van trobar amb Savage, el van disparar diverses vegades. Posteriorment es va comprovar cap els tres anava armat, i que el cotxe de Savage no contenia explosius; les investigacions derivades d'unes claus trobades a Farrell van conduir les autoritats a un segon cotxe, que contenia una gran quantitat d'explosius, a un aparcament a Espanya.
La investigació sobre el cas va començar el setembre del 1988. Es va saber, per part de les autoritats britàniques i de Gibraltar, que la unitat de l'IRA havia estat rastrejada fins a l'aeroport de Màlaga, on la policia espanyola en va perdre el rastre, i que no se'n va saber res fins que es va veure Savage aparcant el seu cotxe a Gibraltar. Els soldats van declarar que havien obert foc creient que els presumptes bombarders estaven buscant armes o un detonador remot. Entre els civils que van declarar, diversos testimonis presencials que van declarar que els soldats havien disparat sense previ avís, o quan els membres de l'IRA tenien les mans alçades, o estaven a terra. Kenneth Asquez, que va dir en un documental que havia vist disparar un soldat contra Savage repetidament mentre aquest era a terra, va canviar la seva declaració en la investigació, afirmant que inicialment l'havien pressionat perquè la donés. El 30 de setembre, el jurat gibraltareny de la investigació va dictaminar que s'havia tractat d'un homicidi justificat. Insatisfetes, les famílies van portar el cas al Tribunal Europeu de Drets Humans, que va dictar sentència el 1995. El tribunal va considerar que l'operació havia infringit l'article 2 del Conveni Europeu de Drets Humans, i va recriminar la direcció del SAS per presentar als seus subordinats "una sèrie d'hipòtesis de treball (armes i explosius) com a certes", cosa que fa "gairebé inevitable el recurs a la força mortal".